# Бирючья балка (стоянка)
Бирючья балка — стоянка среднего и позднего палеолита, расположенная близ хутора Кременского Константиновского района Ростовской области в долине реки Северский Донец. Различают площадки Бирючья балка 1, Бирючья балка 2 и Бирючья балка 3.

## История
Этот памятник древности был открыт в 1976 году Н. Д. Прасловым. В Бирючьей балке исследовано несколько многослойных палеолитических памятников — семь мустьерских, пять позднепалеолитических горизонтов и один неолитический. Мощность отложений этого археологического памятника составляет более 9 метров. Раскопочные работы здесь проводились в течение 1988—1992 годов, а также в 2000—2004 годах, на трёх отстоящих друг от друга участках (названы соответственно 1, 2 и 3). Кроме археологических работ проводилось естественно-научное исследование с целью определения абсолютного возраста памятника, а также реконструкции окружающей среды и климата в периоды обитания здесь древних людей.
Самые нижние мустьерские слои имеют возраст в пределах 42000—40000 лет до нашей эры, возраст культурного слоя с находками позднего палеолита оценивается в пределах 32000—30000 годов до нашей эры. Костные остатки, принадлежащие в основном бизону, а также оленю и, возможно, лошади и мелкой антилопе, обнаружены, главным образом, в нижних мустьерских горизонтах. Также в этих горизонтах обнаружены многочисленные кремнёвые изделия и зольные пятна. Здесь найдены нуклеусы, скребла, скребки и остроконечники. В находках верхних мустьерских горизонтов также преобладают плоскостные нуклеусы, скребла и разнообразные скребки.
Изделиям нижних мустьерских горизонтов имеются аналогии среди подобных памятников — Шлях в Поволжье, Белокузьминовка и Курдюмовка в Донбассе, а также Монашеская и Баракаевская пещеры на Северном Кавказе. Изделия верхних мустьерских горизонтов сближаются с памятниками стоянок Калитвенка 1 в Каменском районе Ростовской области, а также Антоновка 1 и 2 в Донбассе.